# جون هاريس (لاعب كرة قاعدة أمريكي)
جون هاريس (بالإنجليزية: Jon Harris)‏ هو لاعب كرة قاعدة أمريكي، ولد في 16 أكتوبر 1993 في سانت لويس في الولايات المتحدة.

## وصلات خارجية
- جون هاريس (لاعب كرة قاعدة أمريكي) على موقع دوري كرة القاعدة الرئيسي (الإنجليزية)
- جون هاريس (لاعب كرة قاعدة أمريكي) على موقعبيزبول رفرنس.كوم (الدوري الثانوي) (الإنجليزية)
- جون هاريس (لاعب كرة قاعدة أمريكي) على موقع مشجعي الرسوم البيانية (الإنجليزية)